# Sedum fuscum
Sedum fuscum är en fetbladsväxtart som beskrevs av William Botting Hemsley. 
Sedum fuscum ingår i Fetknoppssläktet som ingår i familjen fetbladsväxter. Inga underarter finns listade i Catalogue of Life.